# Heidweiler
Heidweiler település Németországban, Rajna-vidék-Pfalz tartományban. Lakosainak száma 178 fő (2023. december 31.).

## Népesség
A település népességének változása:
| Lakosok száma | 198  | 155  | 166  | 166  | 176  | 178  |
|               | 1975 | 2017 | 2019 | 2021 | 2022 | 2023 |